# Wendy Houvenaghel
Wendy Houvenaghel (n. 27 noiembrie 1974, Upperlands⁠(d), Comitatul Londonderry, Irlanda de Nord, Regatul Unit) este o ciclistă britanică, medaliată olimpică. A participat la o ediție a Jocurilor Olimpice (2008) în care a câștigat o medalie de argint.